# Notre-Dame-de-Londres
Notre-Dame-de-Londres [nɔ.tʁə da.mə də lɔ̃.dʁə] (en occitan Londras ['lun.dro̞s]) est une commune française située dans le nord-est du département de l'Hérault, en région Occitanie.
Exposée à un climat méditerranéen, elle est drainée par la Tourguille, le Lamalou et par divers autres petits cours d'eau. La commune possède un patrimoine naturel remarquable : trois sites Natura 2000 (les « gorges de l'Hérault », le « pic Saint-Loup » et les « hautes garrigues du Montpelliérais »), un espace protégé (le « ravin des Arcs ») et cinq zones naturelles d'intérêt écologique, faunistique et floristique.
Notre-Dame-de-Londres est une commune rurale qui compte 523 habitants en 2022, après avoir connu une forte hausse de la population depuis 1975. Elle fait partie de l'aire d'attraction de Montpellier. Ses habitants sont appelés les Londrins et Londrines.

## Géographie

### Communes limitrophes
Les communes limitrophes sont  Brissac, Ferrières-les-Verreries, Mas-de-Londres, Rouet et Saint-Martin-de-Londres.

### Climat
Pour des articles plus généraux, voir Climat de l'Occitanie et Climat de l'Hérault.
En 2010, le climat de la commune est de type climat méditerranéen franc, selon une étude s'appuyant sur une série de données couvrant la période 1971-2000. En 2020, Météo-France publie une typologie des climats de la France métropolitaine dans laquelle la commune est exposée à un climat méditerranéen et est dans la région climatique  Provence, Languedoc-Roussillon, caractérisée par une pluviométrie faible en été, un très bon ensoleillement (2 600 h/an), un été chaud (21,5 °C), un air très sec en été, sec en toutes saisons, des vents forts (fréquence de 40 à 50 % de vents > 5 m/s) et peu de brouillards.
Pour la période 1971-2000, la température annuelle moyenne est de 13,3 °C, avec une amplitude thermique annuelle de 16,5 °C. Le cumul annuel moyen de précipitations est de 1 066 mm, avec 7,4 jours de précipitations en janvier et 3,1 jours en juillet. Pour la période 1991-2020, la température moyenne annuelle observée sur la station météorologique la plus proche, située sur la commune de Saint-Martin-de-Londres à 5 km à vol d'oiseau, est de 13,8 °C et le cumul annuel moyen de précipitations est de 1 087,5 mm,. Pour l'avenir, les paramètres climatiques de la commune estimés pour 2050 selon différents scénarios d'émission de gaz à effet de serre sont consultables sur un site dédié publié par Météo-France en novembre 2022.

### Milieux naturels et biodiversité

#### Espaces protégés
La protection réglementaire est le mode d’intervention le plus fort pour préserver des espaces naturels remarquables et leur biodiversité associée,.
Un  espace protégé est présent sur la commune : 
le « ravin des Arcs », objet d'un arrêté de protection de biotope, d'une superficie de 263,4 ha.

#### Réseau Natura 2000

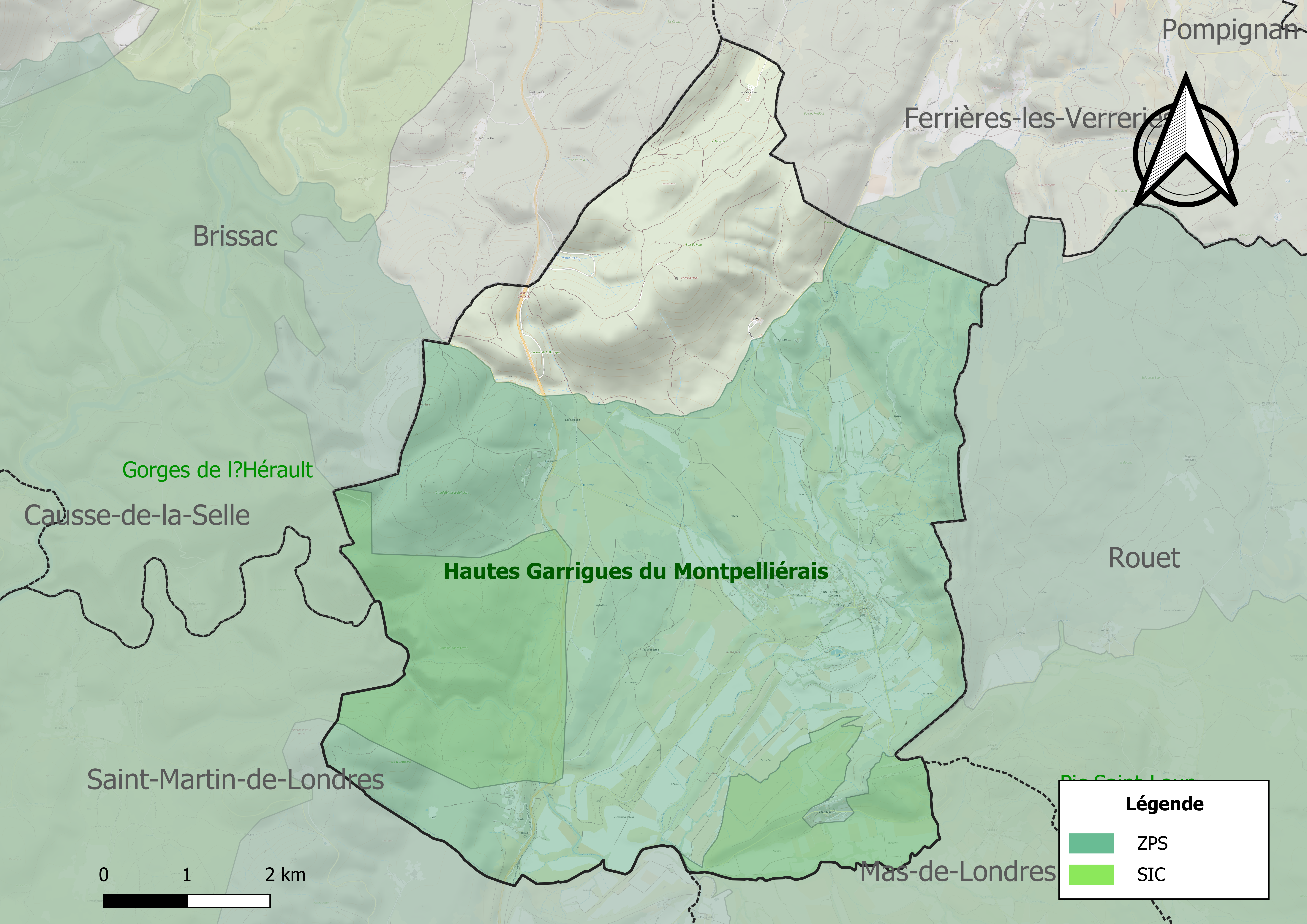
Sites Natura 2000 sur le territoire communal.

Le réseau Natura 2000 est un réseau écologique européen de sites naturels d'intérêt écologique élaboré à partir des directives habitats et oiseaux, constitué de zones spéciales de conservation (ZSC) et de zones de protection spéciale (ZPS).
Deux sites Natura 2000 ont été définis sur la commune au titre de la directive habitats :
- les « gorges de l'Hérault », d'une superficie de 21 736 ha, entaillent un massif calcaire vierge de grandes infrastructures dont les habitats forestiers (forêt de Pins de Salzman et chênaie verte) et rupicoles sont bien conservés. La pinède de Pins de Salzmann de Saint-Guilhem-le-Désert est une souche pure et classée comme porte-graines par les services forestiers. Il s'agit d'une forêt développée sur des roches dolomitiques[12] ;
- le « pic Saint-Loup », d'une superficie de 4 430 ha, comprenant de grandes étendues de pelouses et de matorrals à genévrier oxycèdre, en particulier, caractéristiques d'une pratique séculaire du pastoralisme. Les falaises du Pic-Saint-Loup et de l'Hortus recèlent trois espèces végétales endémiques (Erodium foetidum, Saxifraga cebennensis, Hieracium stelligerum)[13] ;

et un au titre de la directive oiseaux : 
- les « hautes garrigues du Montpelliérais », d'une superficie de 45 444 ha, abritant trois couples d'Aigles de Bonelli, soit 30 % des effectifs régionaux[14].

#### Zones naturelles d'intérêt écologique, faunistique et floristique
L’inventaire des zones naturelles d'intérêt écologique, faunistique et floristique (ZNIEFF) a pour objectif de réaliser une couverture des zones les plus intéressantes sur le plan écologique, essentiellement dans la perspective d’améliorer la connaissance du patrimoine naturel national et de fournir aux différents décideurs un outil d’aide à la prise en compte de l’environnement dans l’aménagement du territoire.
Deux ZNIEFF de type 1 sont recensées sur la commune:
la « plaine de Notre-Dame-de-Londres et du Mas-de-Londres » (3 483 ha), couvrant 6 communes du département et 
le « ravin des Arcs » (596 ha), couvrant 3 communes du département
et trois ZNIEFF de type 2, : 
- le « massif des gorges de l'Hérault et de la Buège » (21 342 ha), couvrant 17 communes du département[18] ;
- le « massif du bois de Monnier » (5 858 ha), couvrant 8 communes dont trois dans le Gard et cinq dans l'Hérault[19] ;
- les « Pic-Saint-Loup et Hortus » (11 816 ha), couvrant 14 communes dont une dans le Gard et 13 dans l'Hérault[20].

Carte des ZNIEFF de type 1 et 2 à Notre-Dame-de-Londres.
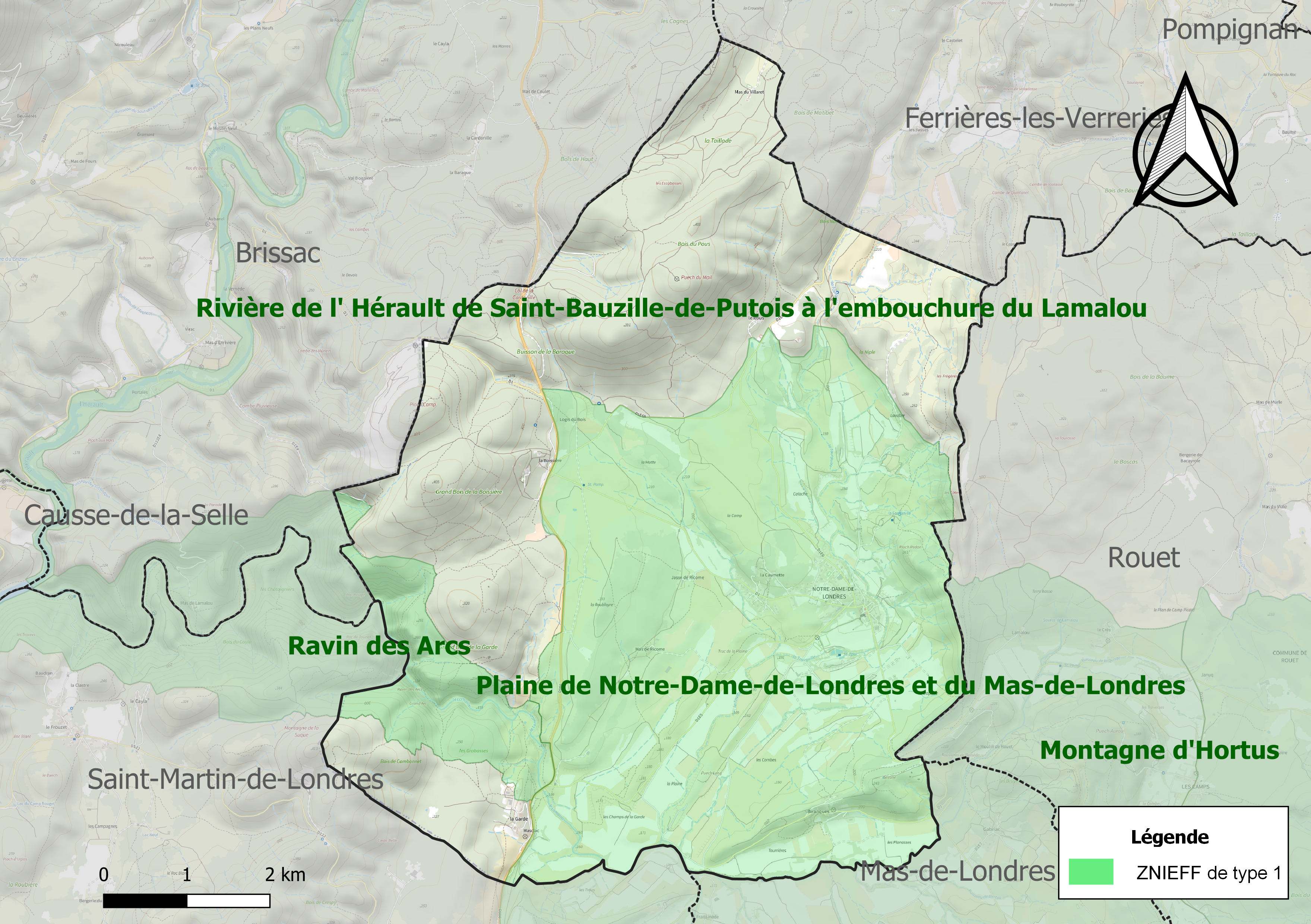
Carte des ZNIEFF de type 1 sur la commune.
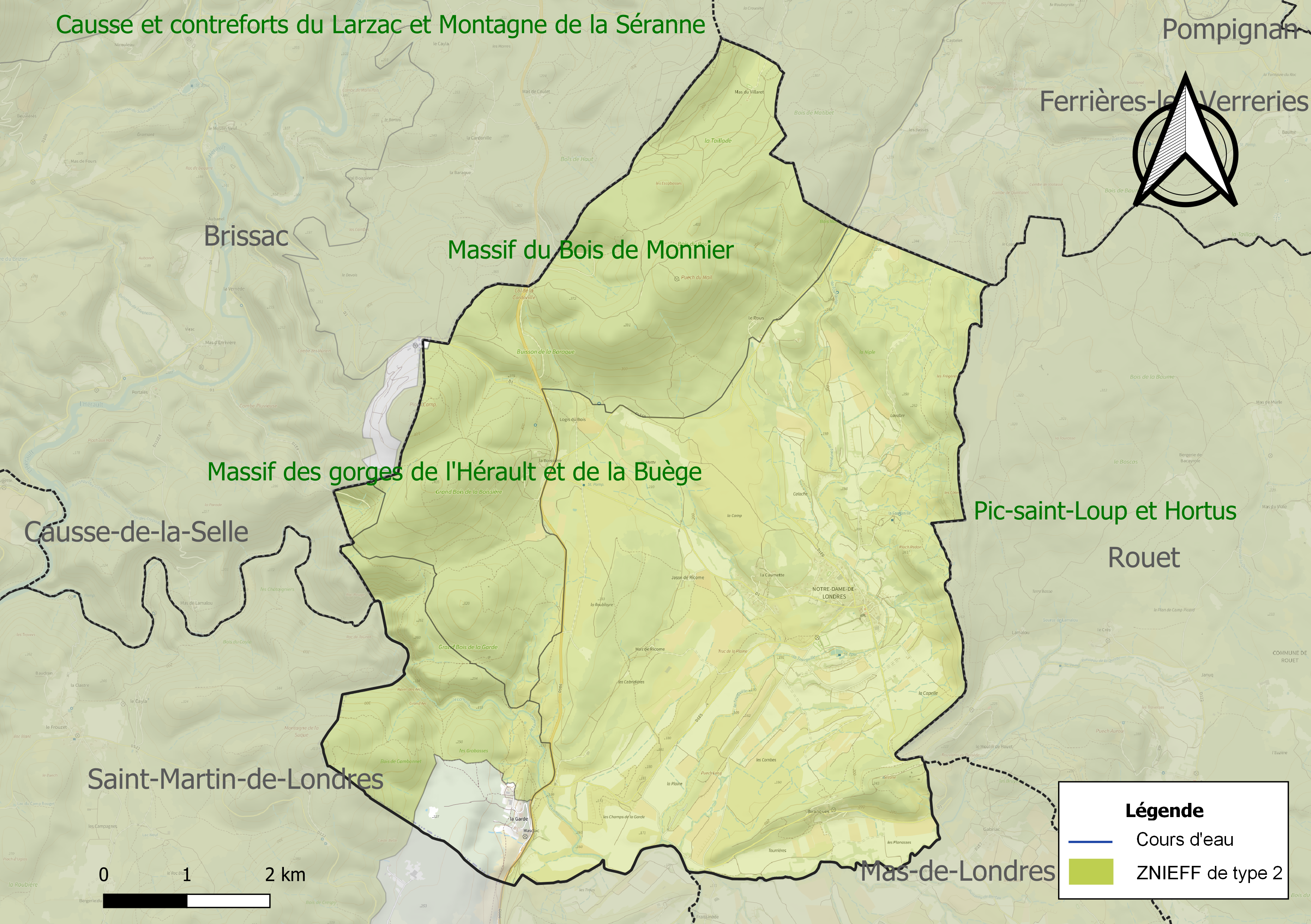
Carte des ZNIEFF de type 2 sur la commune.

## Urbanisme

### Typologie
Au 1er janvier 2024, Notre-Dame-de-Londres est catégorisée commune rurale à habitat dispersé, selon la nouvelle grille communale de densité à sept niveaux définie par l'Insee en 2022.
Elle est située hors unité urbaine. Par ailleurs la commune fait partie de l'aire d'attraction de Montpellier, dont elle est une commune de la couronne,. Cette aire, qui regroupe 161 communes, est catégorisée dans les aires de 700 000 habitants ou plus (hors Paris),.

### Occupation des sols
L'occupation des sols de la commune, telle qu'elle ressort de la base de données européenne d’occupation biophysique des sols Corine Land Cover (CLC), est marquée par l'importance des forêts et milieux semi-naturels (73,4 % en 2018), une proportion sensiblement équivalente à celle de 1990 (73,6 %). La répartition détaillée en 2018 est la suivante : 
milieux à végétation arbustive et/ou herbacée (44,2 %), forêts (29,2 %), zones agricoles hétérogènes (23,8 %), cultures permanentes (2,7 %). L'évolution de l’occupation des sols de la commune et de ses infrastructures peut être observée sur les différentes représentations cartographiques du territoire : la carte de Cassini (XVIIIe siècle), la carte d'état-major (1820-1866) et les cartes ou photos aériennes de l'IGN pour la période actuelle (1950 à aujourd'hui).

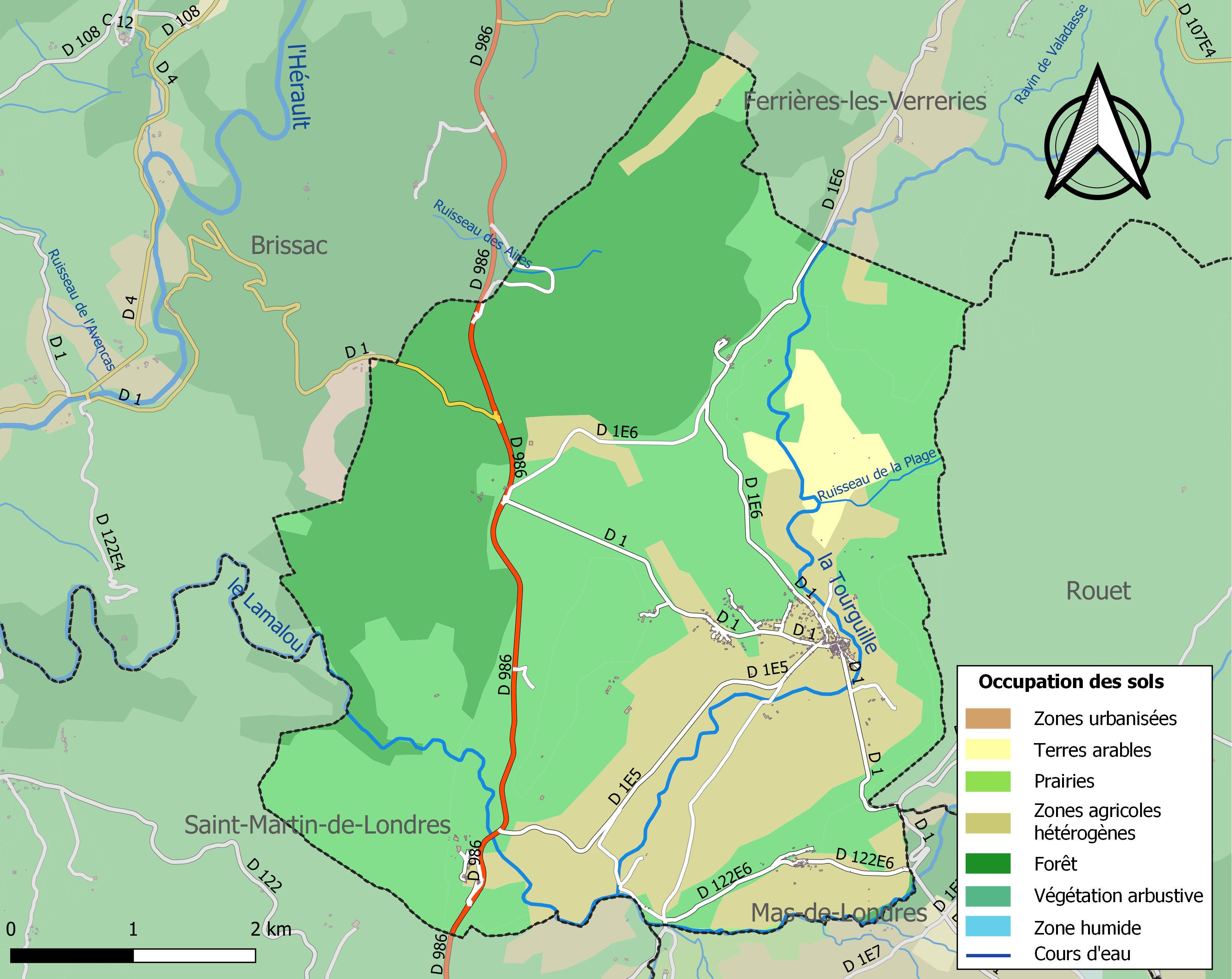
Carte des infrastructures et de l'occupation des sols de la commune en 2018 (CLC).

### Risques majeurs
Le territoire de la commune de Notre-Dame-de-Londres est vulnérable à différents aléas naturels : météorologiques (tempête, orage, neige, grand froid, canicule ou sécheresse), inondations, feux de forêts et séisme (sismicité faible). Il est également exposé à un risque technologique,  le transport de matières dangereuses. Un site publié par le BRGM permet d'évaluer simplement et rapidement les risques d'un bien localisé soit par son adresse soit par le numéro de sa parcelle.

#### Risques naturels
Certaines parties du territoire communal sont susceptibles d’être affectées par le risque d’inondation par débordement de cours d'eau, notamment le Lamalou et le Tourguille. La commune a été reconnue en état de catastrophe naturelle au titre des dommages causés par les inondations et coulées de boue survenues en 1982, 1992, 1994 et 2011,.
Notre-Dame-de-Londres est exposée au risque de feu de forêt. Un plan départemental de protection des forêts contre les incendies (PDPFCI) a été approuvé en juin 2013 et court jusqu'en 2022, où il doit être renouvelé. Les mesures individuelles de prévention contre les incendies sont précisées par deux arrêtés préfectoraux et s’appliquent dans les zones exposées aux incendies de forêt et à moins de 200 mètres de celles-ci. L’arrêté du 25 avril 2002 réglemente l'emploi du feu en interdisant notamment d’apporter du feu, de fumer et de jeter des mégots de cigarette dans les espaces sensibles et sur les voies qui les traversent sous peine de sanctions. L'arrêté du 11 mars 2013 rend le débroussaillement obligatoire, incombant au propriétaire ou ayant droit,.

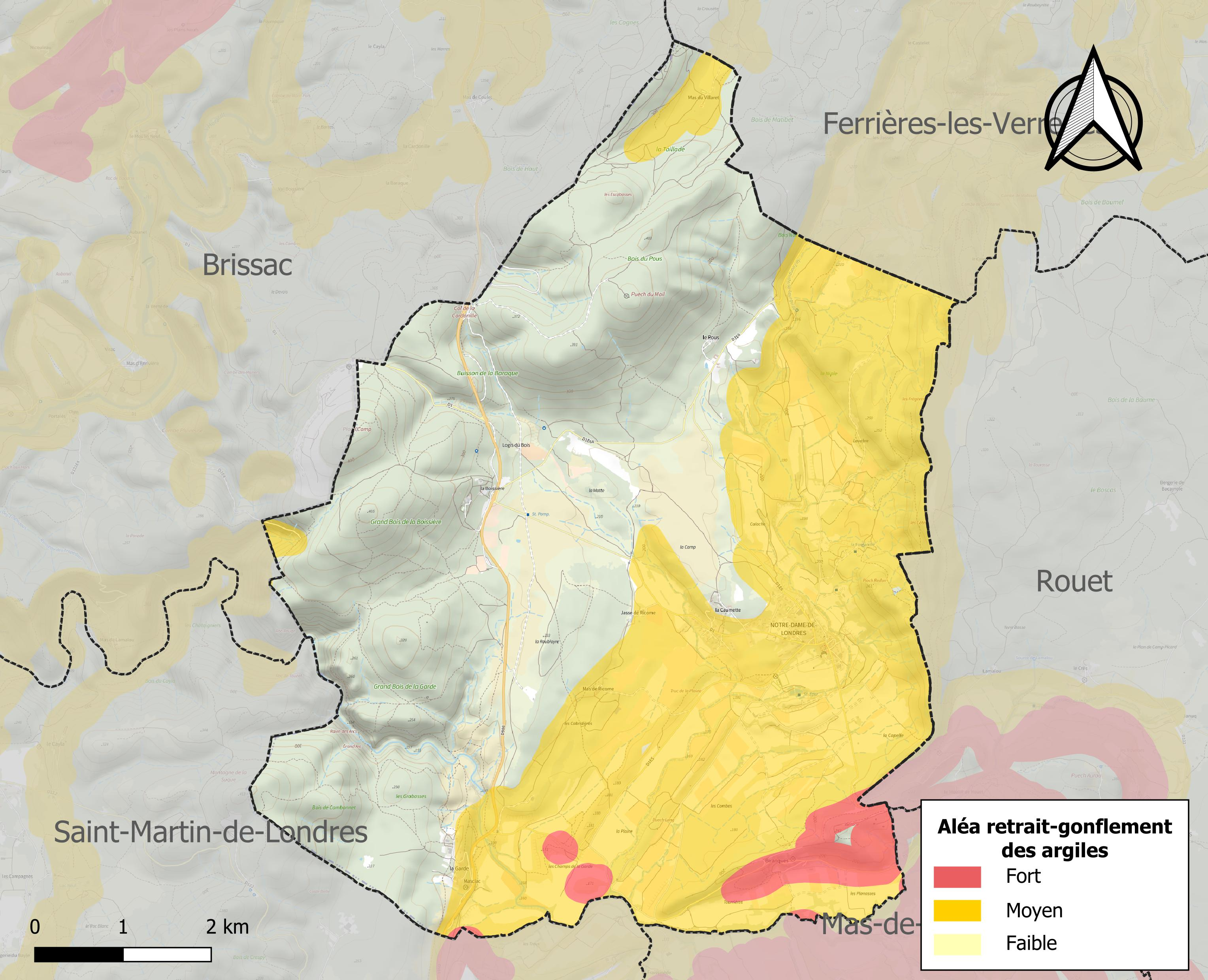
Carte des zones d'aléa retrait-gonflement des sols argileux de Notre-Dame-de-Londres.

Le retrait-gonflement des sols argileux est susceptible d'engendrer des dommages importants aux bâtiments en cas d’alternance de périodes de sécheresse et de pluie. 46,1 % de la superficie communale est en aléa moyen ou fort (59,3 % au niveau départemental et 48,5 % au niveau national). Sur les 243 bâtiments dénombrés sur la commune en 2019, 218 sont en aléa moyen ou fort, soit 90 %, à comparer aux 85 % au niveau départemental et 54 % au niveau national. Une cartographie de l'exposition du territoire national au retrait gonflement des sols argileux est disponible sur le site du BRGM,.
Par ailleurs, afin de mieux appréhender le risque d’affaissement de terrain, l'inventaire national des cavités souterraines permet de localiser celles situées sur la commune.

#### Risques technologiques
Le risque de transport de matières dangereuses sur la commune est lié à sa traversée par des infrastructures routières ou ferroviaires importantes ou la présence d'une canalisation de transport d'hydrocarbures. Un accident se produisant sur de telles infrastructures est susceptible d’avoir des effets graves sur les biens, les personnes ou l'environnement, selon la nature du matériau transporté. Des dispositions d’urbanisme peuvent être préconisées en conséquence.

## Histoire

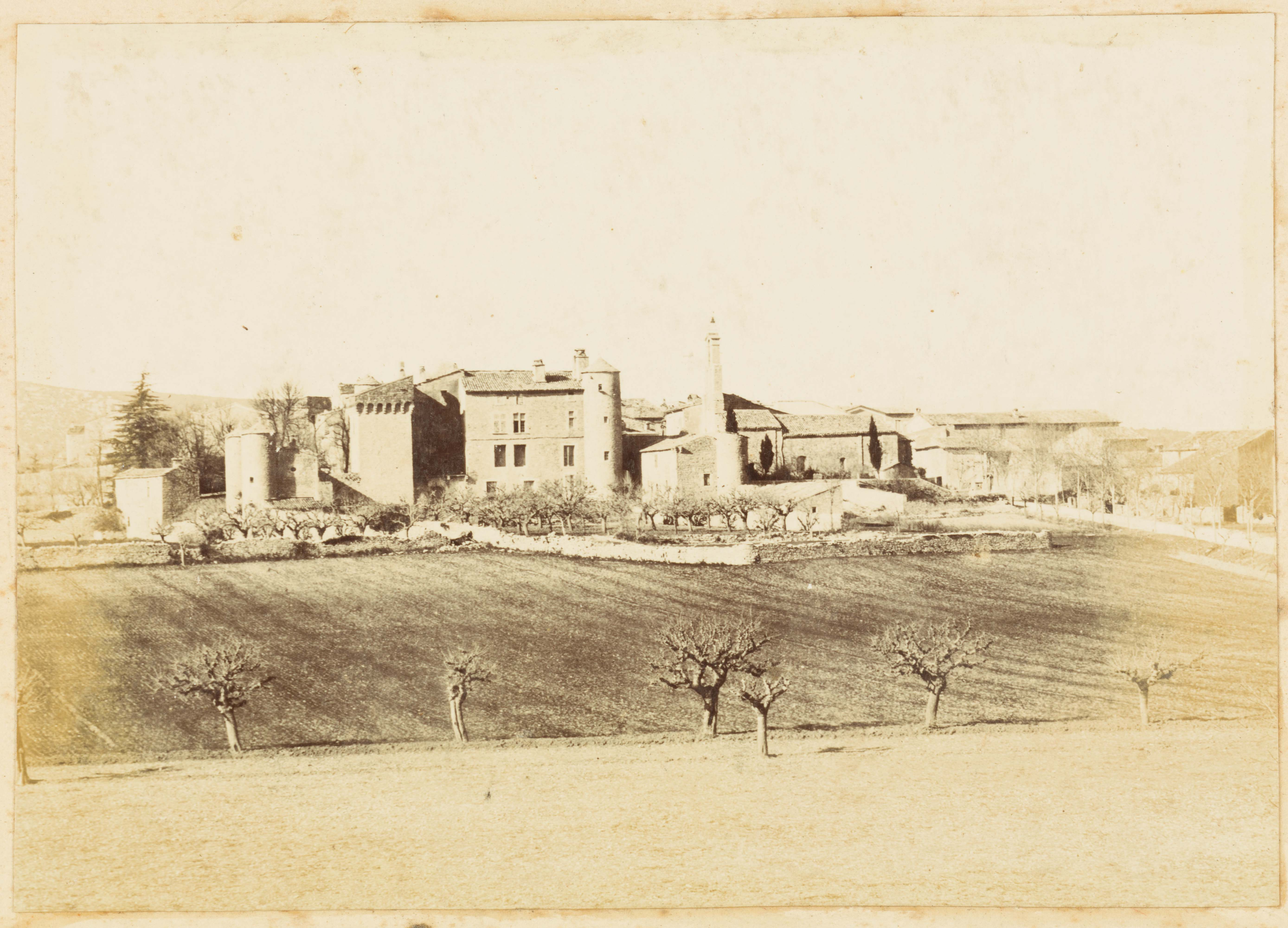
Vue générale du village : photographie prise entre 1890 et 1910.

## Politique et administration
| Période   | Période   | Identité           | Étiquette | Qualité               |
| --------- | --------- | ------------------ | --------- | --------------------- |
| 1947      | 1953      | Louis Durand       |           |                       |
| 1953      | 1959      | René Bouvié        |           |                       |
| 1959      | 1983      | Adrien Jeanjean    |           |                       |
| 1983      | 1995      | Elisabeth Noualhac |           |                       |
| 1995      | mars 2014 | Christiane Roy     | DVG       |                       |
| mars 2014 | 2020      | Edward Holland     | SE        | Professeur des écoles |
| 2020      | En cours  | Romain Kusosky     |           |                       |

## Démographie
L'évolution du nombre d'habitants est connue à travers les recensements de la population effectués dans la commune depuis 1793. Pour les communes de moins de 10 000 habitants, une enquête de recensement portant sur toute la population est réalisée tous les cinq ans, les populations de référence des années intermédiaires étant quant à elles estimées par interpolation ou extrapolation. Pour la commune, le premier recensement exhaustif entrant dans le cadre du nouveau dispositif a été réalisé en 2005.

En 2022, la commune comptait 523 habitants, en évolution de +8,96 % par rapport à 2016 (Hérault : +7,49 %, France hors Mayotte : +2,11 %).
| 1793 | 1800 | 1806 | 1821 | 1831 | 1836 | 1841 | 1846 | 1851 |
| ---- | ---- | ---- | ---- | ---- | ---- | ---- | ---- | ---- |
| 310  | 272  | 302  | 329  | 376  | 400  | 476  | 505  | 513  |

| 1856 | 1861 | 1866 | 1872 | 1876 | 1881 | 1886 | 1891 | 1896 |
| ---- | ---- | ---- | ---- | ---- | ---- | ---- | ---- | ---- |
| 447  | 484  | 543  | 415  | 367  | 331  | 416  | 410  | 419  |

| 1901 | 1906 | 1911 | 1921 | 1926 | 1931 | 1936 | 1946 | 1954 |
| ---- | ---- | ---- | ---- | ---- | ---- | ---- | ---- | ---- |
| 412  | 404  | 408  | 402  | 362  | 357  | 220  | 250  | 210  |

| 1962 | 1968 | 1975 | 1982 | 1990 | 1999 | 2005 | 2006 | 2010 |
| ---- | ---- | ---- | ---- | ---- | ---- | ---- | ---- | ---- |
| 266  | 235  | 193  | 205  | 313  | 398  | 479  | 486  | 479  |

| 2015 | 2020 | 2022 | - | - | - | - | - | - |
| ---- | ---- | ---- | - | - | - | - | - | - |
| 479  | 522  | 523  | - | - | - | - | - | - |

## Économie

### Revenus
En 2018, la commune compte 230 ménages fiscaux, regroupant 529 personnes. La médiane du revenu disponible par unité de consommation est de 21 570 € (20 330 € dans le département).

### Emploi
|                | 2008   | 2013   | 2018   |
| -------------- | ------ | ------ | ------ |
| Commune        | 9,4 %  | 9,3 %  | 10,5 % |
| Département    | 10,1 % | 11,9 % | 12 %   |
| France entière | 8,3 %  | 10 %   | 10 %   |

En 2018, la population âgée de 15 à 64 ans s'élève à 307 personnes, parmi lesquelles on compte 82,5 % d'actifs (72 % ayant un emploi et 10,5 % de chômeurs) et 17,5 % d'inactifs,. Depuis 2008, le taux de chômage communal (au sens du recensement) des 15-64 ans est inférieur à celui du département, mais supérieur à celui de la France.
La commune fait partie de la couronne de l'aire d'attraction de Montpellier, du fait qu'au moins 15 % des actifs travaillent dans le pôle,. Elle compte 90 emplois en 2018, contre 100 en 2013 et 113 en 2008. Le nombre d'actifs ayant un emploi résidant dans la commune est de 222, soit un indicateur de concentration d'emploi de 40,6 % et un taux d'activité parmi les 15 ans ou plus de 64,2 %.
Sur ces 222 actifs de 15 ans ou plus ayant un emploi, 43 travaillent dans la commune, soit 20 % des habitants. Pour se rendre au travail, 85,1 % des habitants utilisent un véhicule personnel ou de fonction à quatre roues, 1,7 % les transports en commun, 4,3 % s'y rendent en deux-roues, à vélo ou à pied et 8,9 % n'ont pas besoin de transport (travail au domicile).

### Activités hors agriculture
47 établissements sont implantés  à Notre-Dame-de-Londres au 31 décembre 2019. Le tableau ci-dessous en détaille le nombre par secteur d'activité et compare les ratios avec ceux du département,.
| Secteur d'activité                                                                                        | Commune | Commune | Département |
| Secteur d'activité                                                                                        | Nombre  | %       | %           |
| --- | ------- | ------- | ----------- |
| Ensemble                                                                                                  | 47      | 100 %   | (100 %)     |
| Industrie manufacturière, industries extractives et autres                                                | 6       | 12,8 %  | (6,7 %)     |
| Construction                                                                                              | 7       | 14,9 %  | (14,1 %)    |
| Commerce de gros et de détail, transports, hébergement et restauration                                    | 8       | 17 %    | (28 %)      |
| Information et communication                                                                              | 3       | 6,4 %   | (3,3 %)     |
| Activités financières et d'assurance                                                                      | 1       | 2,1 %   | (3,2 %)     |
| Activités immobilières                                                                                    | 6       | 12,8 %  | (5,3 %)     |
| Activités spécialisées, scientifiques et techniques et activités de services administratifs et de soutien | 2       | 4,3 %   | (17,1 %)    |
| Administration publique, enseignement, santé humaine et action sociale                                    | 6       | 12,8 %  | (14,2 %)    |
| Autres activités de services                                                                              | 8       | 17 %    | (8,1 %)     |

Le secteur des autres activités de services est prépondérant sur la commune puisqu'il représente 17 % du nombre total d'établissements de la commune (8 sur les 47 entreprises implantées  à Notre-Dame-de-Londres), contre 8,1 % au niveau départemental.

### Agriculture
La commune est dans les Garrigues, une petite région agricole occupant une partie du centre et du nord-est du département de l'Hérault. En 2020, l'orientation technico-économique de l'agriculture sur la commune est la polyculture et/ou le polyélevage.
|               | 1988  | 2000 | 2010 | 2020 |
| ------------- | ----- | ---- | ---- | ---- |
| Exploitations | 28    | 15   | 14   | 18   |
| SAU (ha)      | 1 296 | 858  | 544  | 735  |

Le nombre d'exploitations agricoles en activité et ayant leur siège dans la commune est passé de 28 lors du recensement agricole de 1988  à 15 en 2000 puis à 14 en 2010 et enfin à 18 en 2020, soit une baisse de 36 % en 32 ans. Le même mouvement est observé à l'échelle du département qui a perdu pendant cette période 67 % de ses exploitations,. La surface agricole utilisée sur la commune a également diminué, passant de 1296 ha en 1988 à 735 ha en 2020. Parallèlement la surface agricole utilisée moyenne par exploitation a baissé, passant de 46 à 41 ha.

## Culture locale et patrimoine

### Lieux et monuments
- Église Notre-Dame de Notre-Dame-de-Londres. L'édifice a été inscrit au titre des monuments historiques en 1925[37].
- Le ravin des Arcs (gorges du Lamalou).

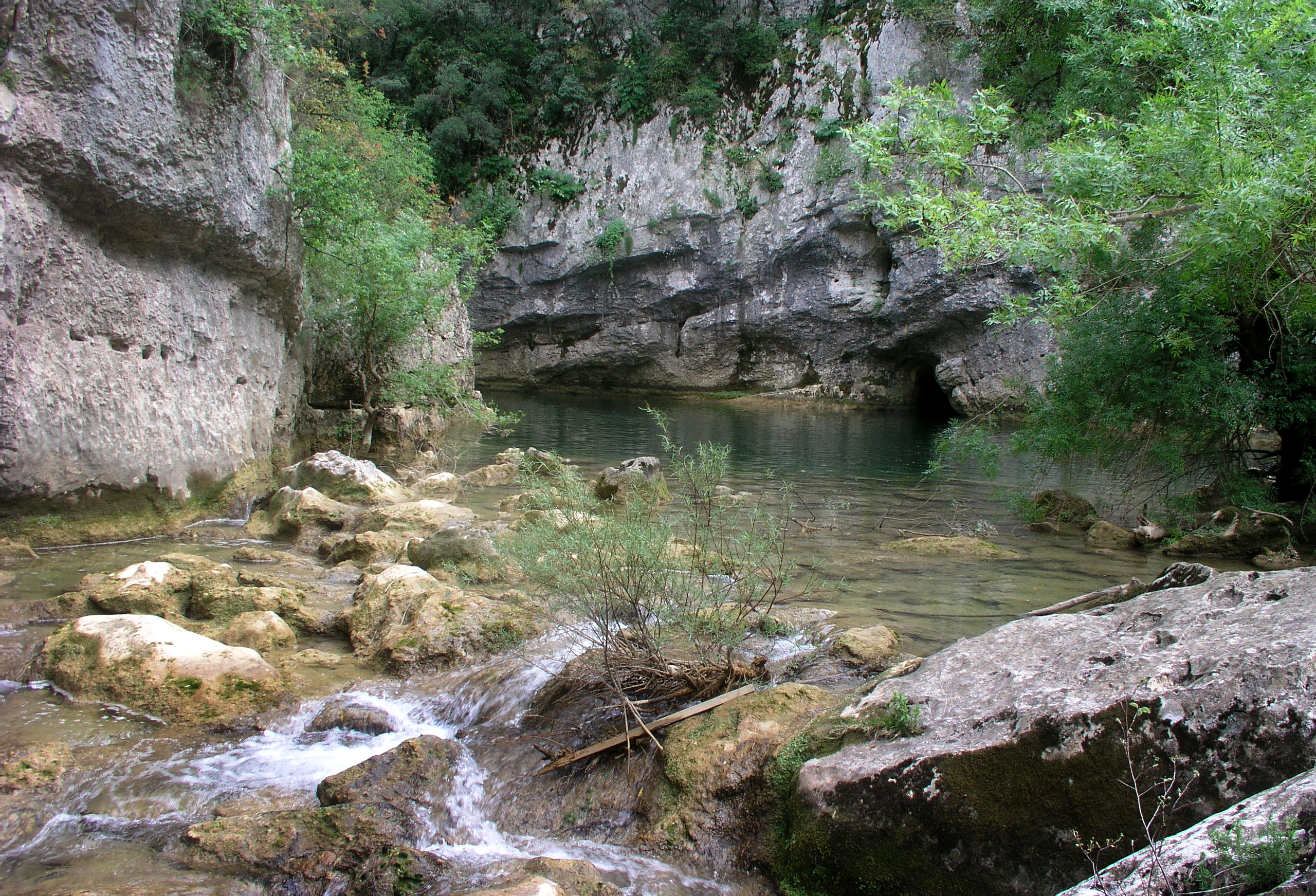
Le Lamalou au ravin des Arcs.
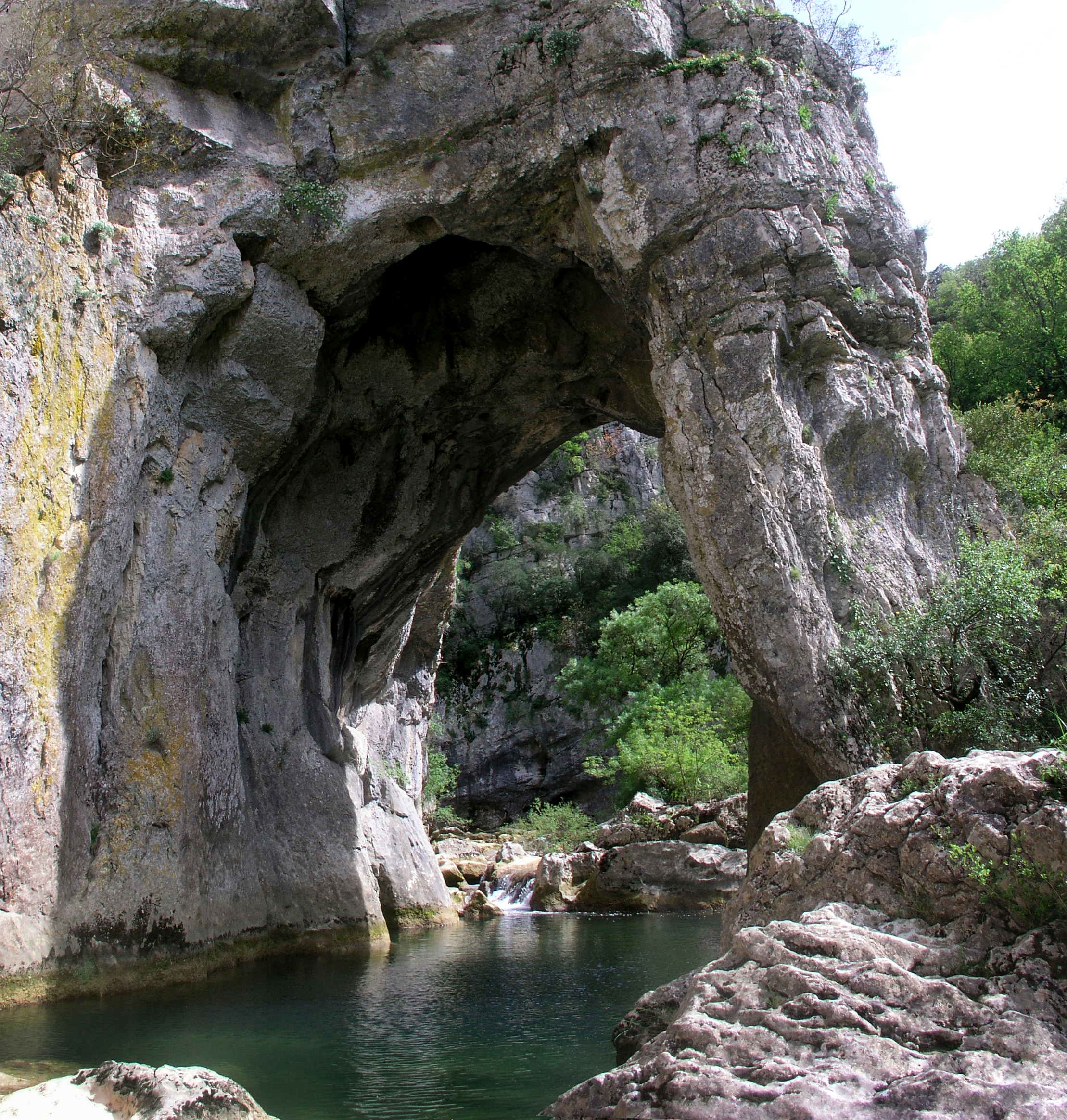
Arche naturelle dans le ravin des Arcs.
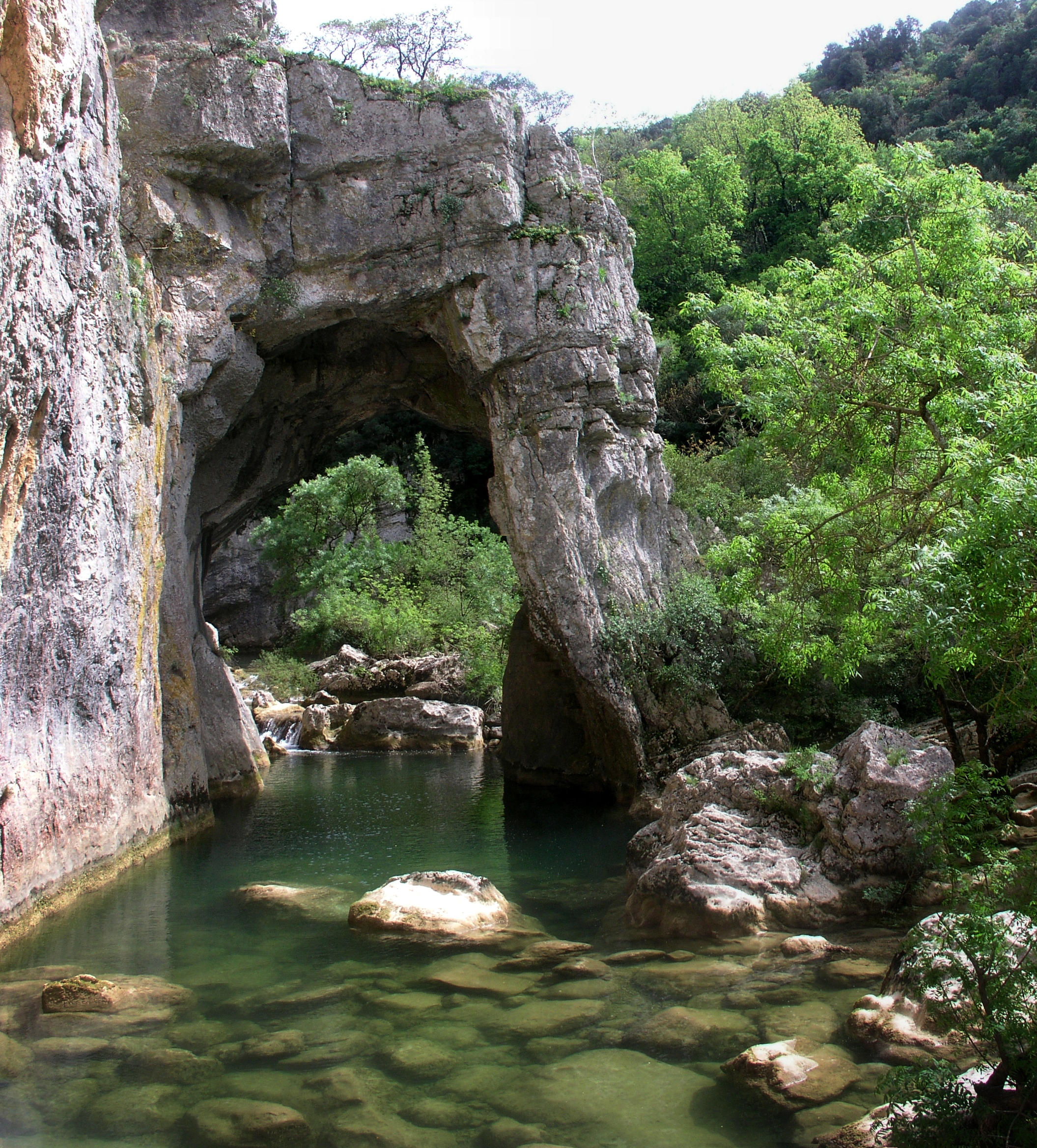
Le ravin des Arcs.
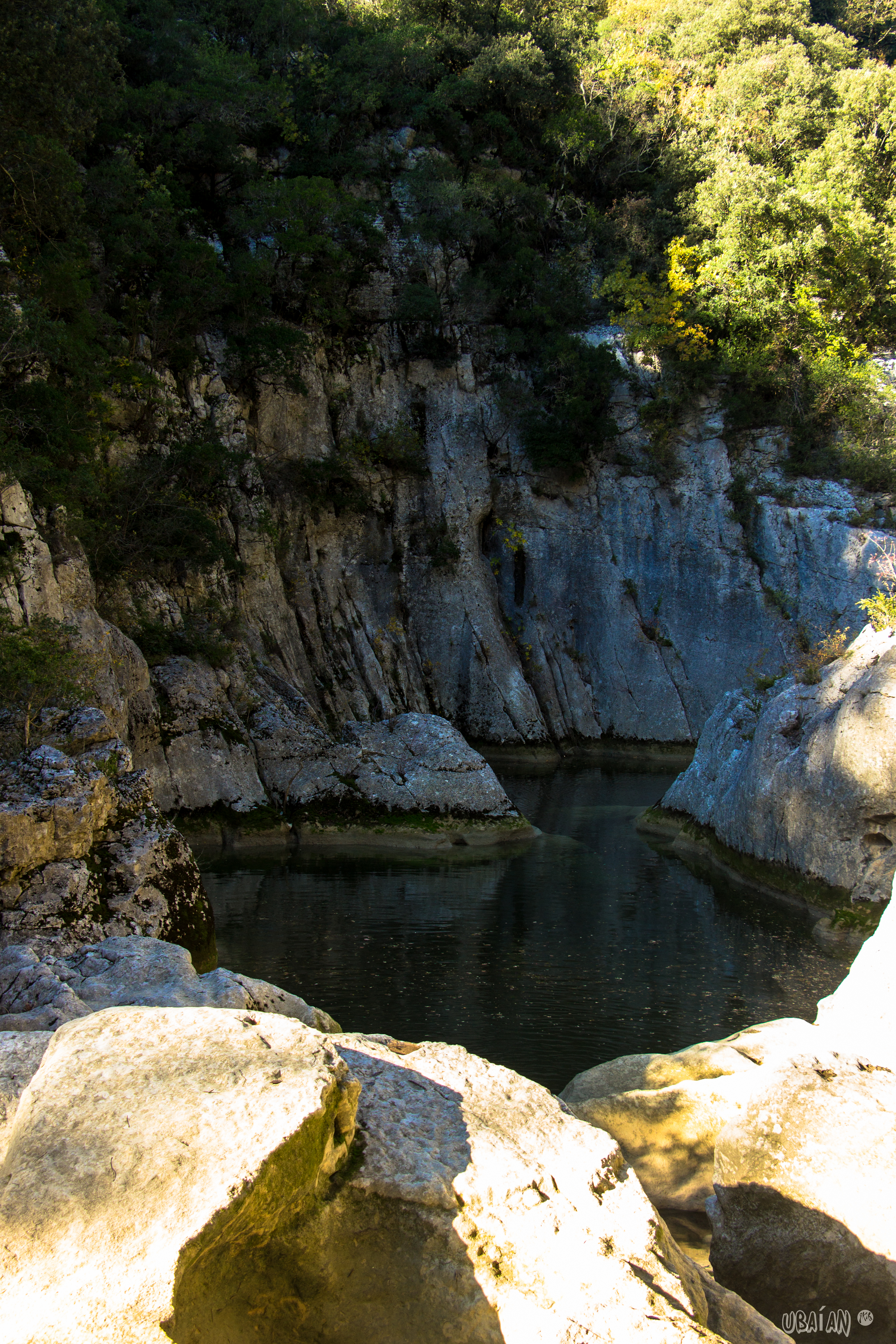
Le Lamalou au ravin des Arcs.

### Héraldique
|  | Les armoiries de Notre-Dame-de-Londres se blasonnent ainsi : De sinople à Notre-Dame d'or, la main senestre sur la poitrine, l'autre baissée. Attribué par D'Hozier. |

## Sports
En balle au tambourin, le Tambourin Club Londonien défend les couleurs de Notre-Dame-de-Londres en championnat de France de balle au tambourin et en championnat de France de balle au tambourin féminin.